# 栃木県立鹿沼農商高等学校
栃木県立鹿沼農商高等学校（とちぎけんりつかぬまのうしょうこうとうがっこう）とは、栃木県鹿沼市に1948年度から1971年度まで存在していた県立高校。
1972年度に栃木県立鹿沼農業高等学校と栃木県立鹿沼商工高等学校に分離して消滅した。
野球部が1965年夏（第47回）、1967年夏（第49回）に出場したが、いずれも初戦敗退を喫した。